# Diamond Miller

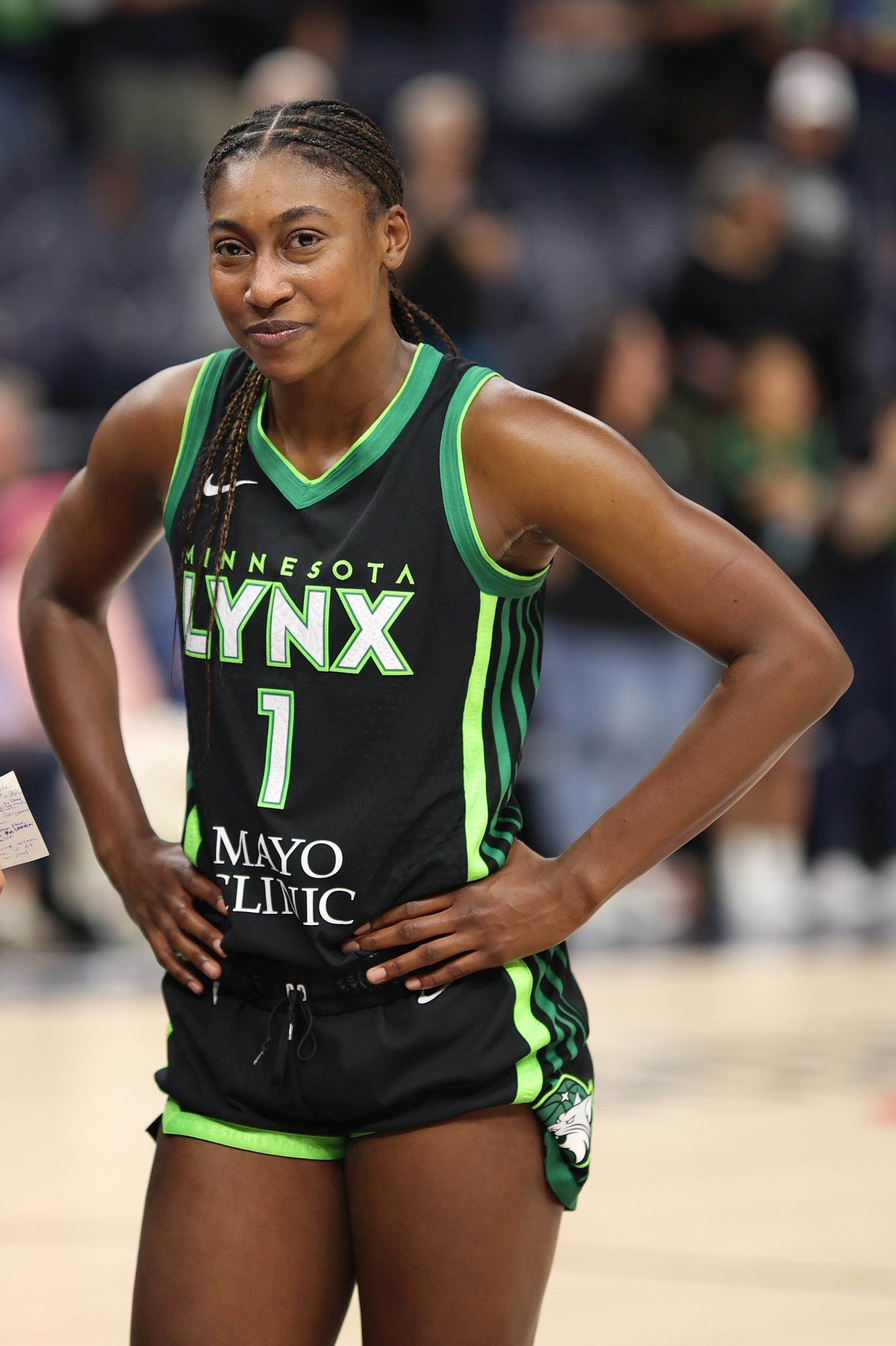
W barwach Minnesoty Lynx

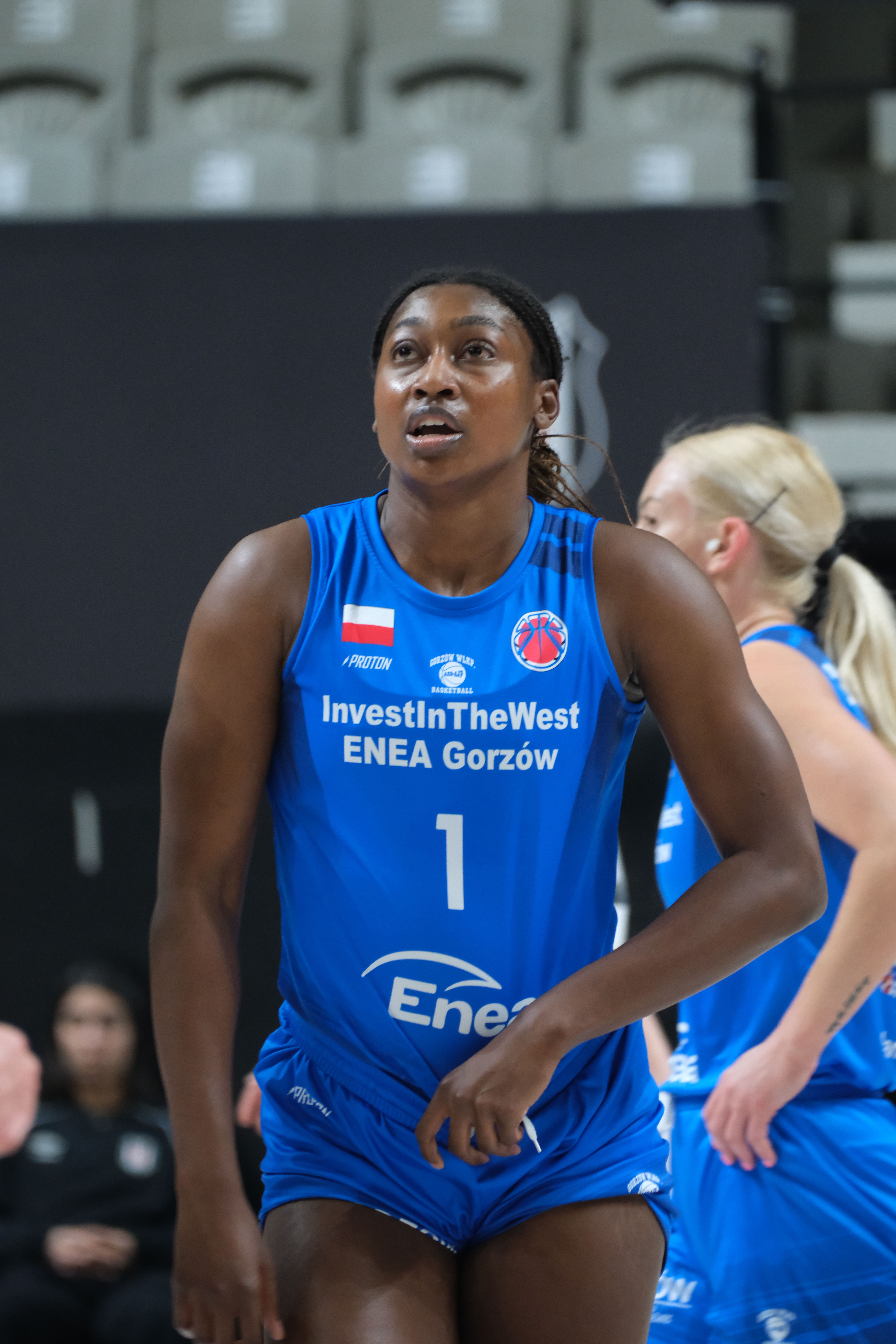
W barwach AZS AJP Gorzów Wielkopolski

Diamond Miller (ur. 11 lutego 2001 Montclair) – amerykańska koszykarka, występująca na pozycji rzucającej.
W 2019 wystąpiła w meczu gwiazd amerykańskich szkół średnich McDonald’s All-American. Została wybrana koszykarką stanu szkół średnich (Gatorade State Player of the Year, USA Today New Jersey Player of the Year) oraz zaliczona do składów honorable mention: Naismith High School All-America, USA Today All-USA i WBCA High School All-America.
W sezonie 2024/2025 była zawodniczką polskiego klubu Basket Ligi Kobiet – AZS AJP Gorzów Wielkopolski.

## Osiągnięcia
Stan na 5 marca 2024, na podstawie, o ile nie zaznaczono inaczej.

### NCAA
- Uczestniczka:
  - Elite 8 turnieju NCAA (2023)
  - Sweet 16 turnieju NCAA (2021–2023)
- Mistrzyni:
  - turnieju konferencji Big 10 (2020, 2021)
  - sezonu regularnego Big 10 (2020, 2021)
- Most Outstanding Player (MOP=MVP) turnieju Big Ten (2021)
- Laureatka nagrody Big Ten Medal of Honor (2023)
- Zaliczona do:
  - I składu:
    - All-American (2023 przez WBCA Coaches)
    - Big Ten (2021, 2023)
    - Academic All-Big Ten (2021)
    - WBCA All-Region (2021)
    - turnieju:
      - All-Region NCAA (2023)
      - Big 10 (2023)

  - II składu:
    - All-American (2023 przez Associated Press, USBWA, The Athletic)
    - Big Ten (2022)
- Koszykarka tygodnia Big Ten (21.11.2022, 13.02.2023)

### WNBA
- Zaliczona do I składu debiutantek WNBA (2023)

### Reprezentacja
Seniorska
- Mistrzyni Ameryki (2021)

Młodzieżowe
- Mistrzyni:
  - świata U–19 (2019)
  - Ameryki U–16 (2017)